# 丹肯湖
52°47′46″N 7°11′19″E / 52.796197°N 7.188621°E

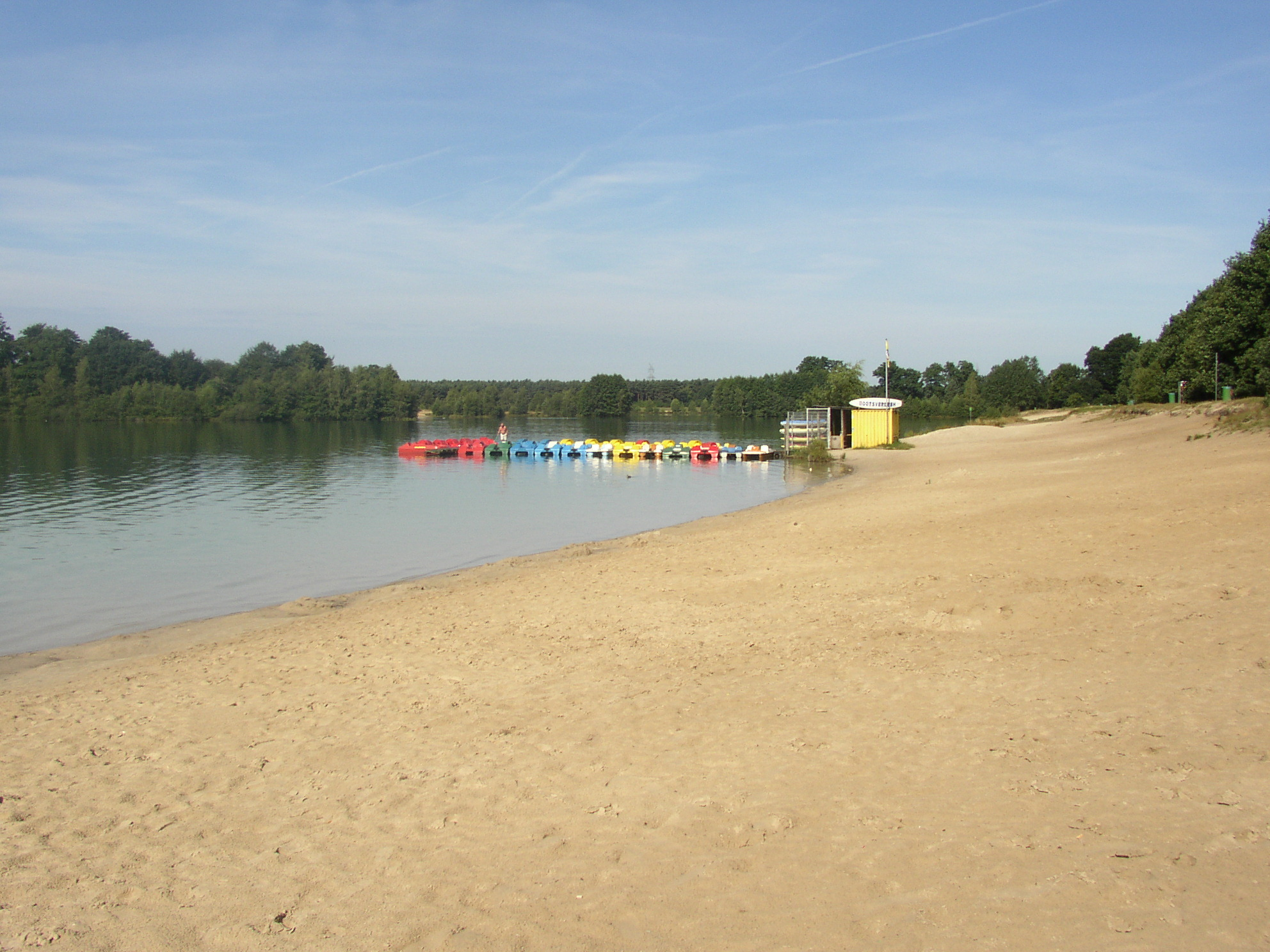

丹肯湖（德語：Dankernsee），是德國的湖泊，位於該國西北部，由下薩克森州負責管轄，處於埃姆斯蘭縣，距離埃姆斯河畔哈倫約3公里，面積0.4平方公里。